# Động đất Lisboa 1755

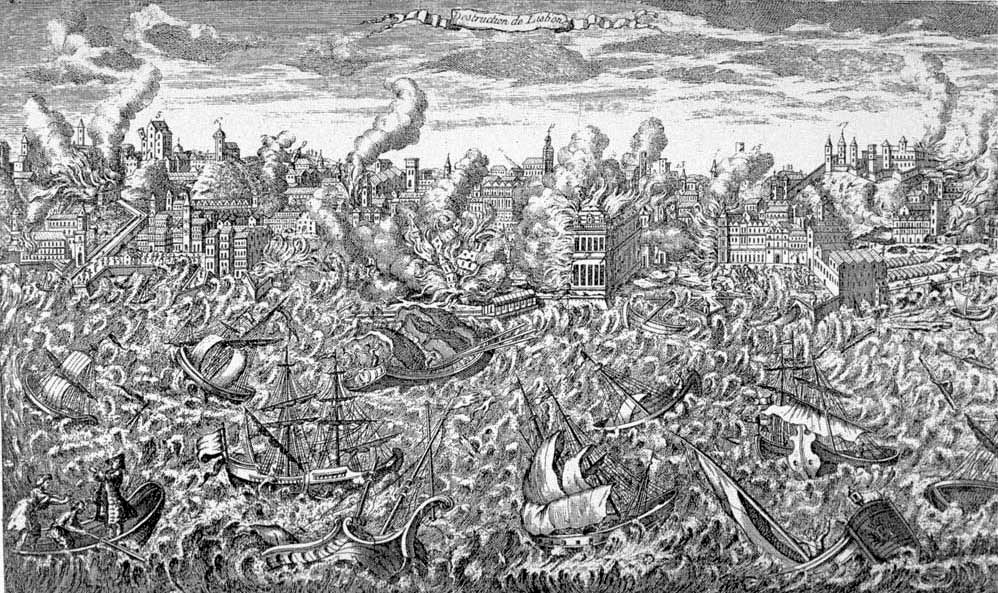
Tác phẩm khắc bằng đồng thể hiện các nơi bị tàn phá bởi lửa ở Lisboa và sóng thần tấn công vào các tàu ở cảng năm 1755.

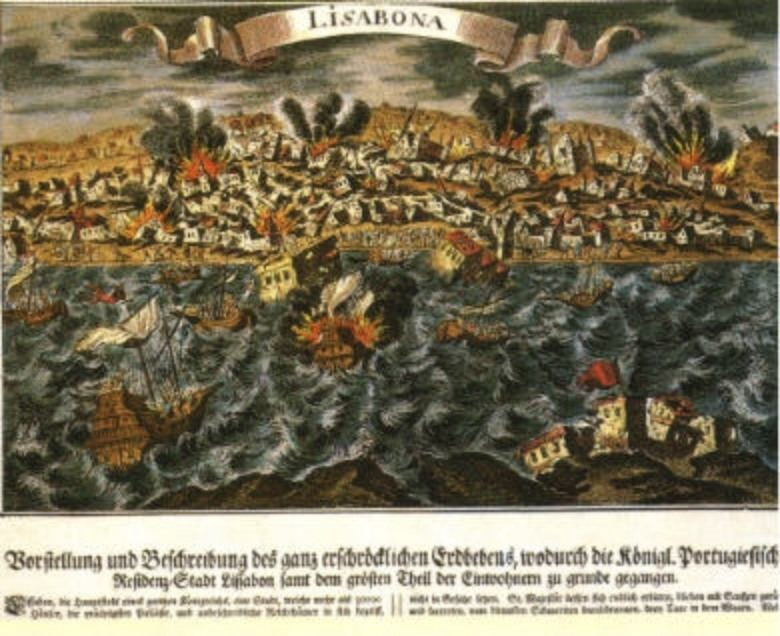
Mô tả trận động đất Lisboa 1755 nhìn từ Đại Tây Dương

Trận động đất Lisboa 1755 là chuỗi sự kiện bao gồm động đất, sóng thần và hỏa hoạn xảy ra vào ngày 1 tháng 11 năm 1755 tại thủ đô Lisboa của Bồ Đào Nha. Trận động đất này có thể nói là sự kiên bi thảm nhất Châu Âu trong thế kỉ 18. Trận động đất này đã hủy diệt 85% thành phố Lisboa  và giết hơn một phần 3 trong tổng số 275000 người của thành phố. Trân động đất mạnh tương đương với 8,5 độ Richter trên thang độ hiện nay. Tâm chấn của nó nằm cách Lisboa 350 km về phía tây nam. Trận động đất này đã gần như xóa sổ thành phố Lisboa ra khỏi bản đồ châu Âu.